# Loop station

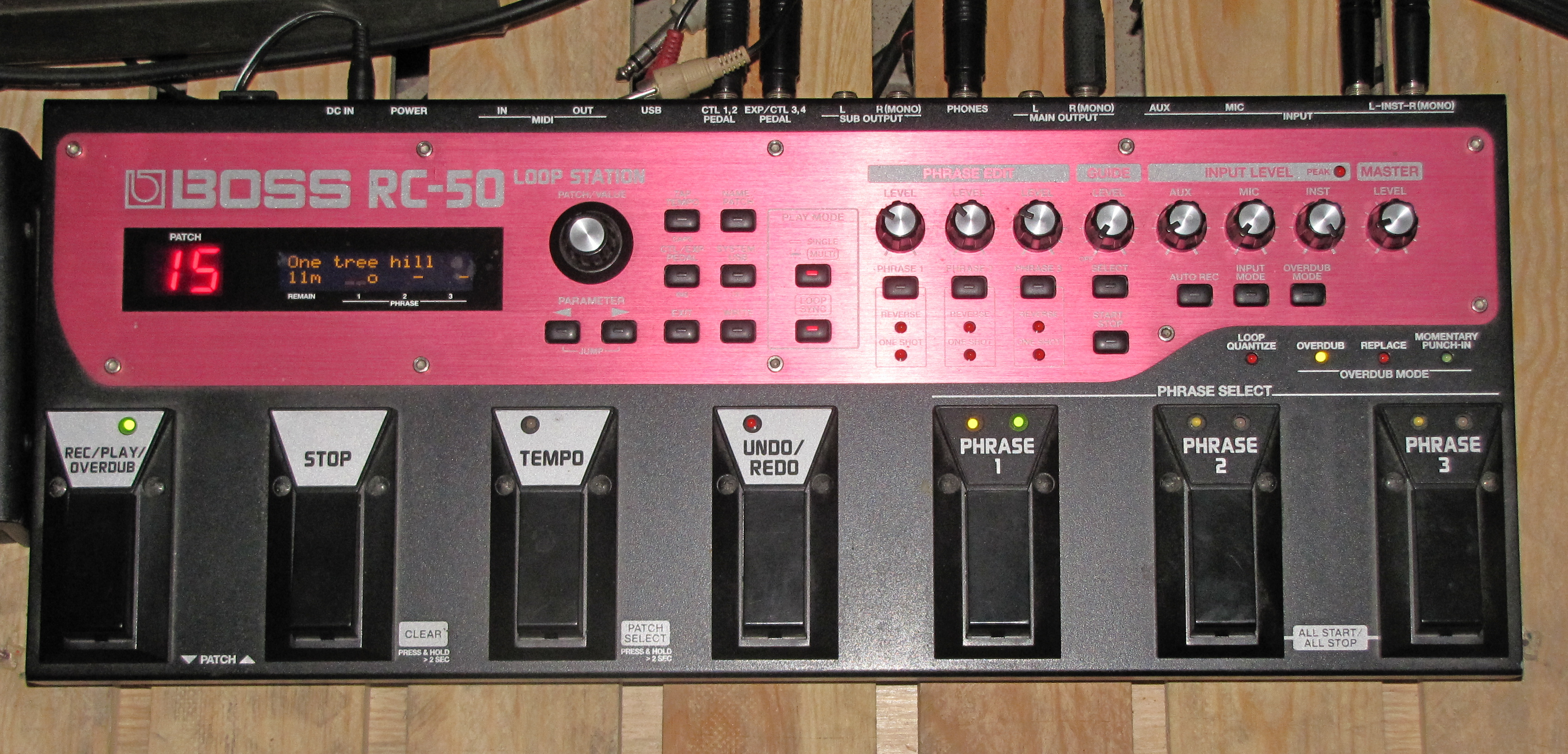
Un looper Boss RC-50 Loop station.

Une loop station ou un looper est un appareil électronique (souvent une pédale d'effet) permettant d'enregistrer des boucles musicales en direct, en général utilisés avec une guitare ou la voix. Entrés sur le marché en 2001 avec les marques Roland et Digitech, les loopers numériques sont de plus en plus populaires dans les années 2000. 
Les loop station peuvent être utilisées de plusieurs manières : pour travailler son instrument, pour composer ou pour jouer en live et créer sa musique en direct. Les loopers sont notamment utilisés par des artistes solo qui peuvent ajouter plusieurs pistes sonores en live pour s'accompagner. 
Les loopers peuvent contenir plusieurs pistes, et parfois avoir des effets embarqués. 

## Histoire et origines
Bien que les loop stations numériques soient apparues au début des années 2000, les techniques de création de boucles sonores remontent aux expérimentations avec les magnétophones dans les années 1960. L'une des utilisations les plus emblématiques de ces techniques primitives de bouclage se trouve dans la chanson "Tomorrow Never Knows" des Beatles (1966), où des boucles de bandes magnétiques ont été superposées pour créer des textures sonores révolutionnaires.
Ces premières expérimentations avec le bouclage de bandes magnétiques ont posé les bases conceptuelles des loop stations modernes, démontrant le potentiel artistique de la répétition et de la superposition de motifs musicaux en temps réel. L'évolution technologique du magnétophone analogique vers les systèmes numériques a permis de démocratiser ces techniques, rendant accessible à tout musicien ce qui nécessitait auparavant un studio d'enregistrement professionnel.